# パルドゥビツェ・トロリーバス
パルドゥビツェ・トロリーバス（チェコ語: Trolejbusová doprava v Pardubicích）は、チェコの都市であるパルドゥビツェ市内に路線網を有するトロリーバス。2021年現在は路線バスなどの公共交通機関と共に、パルドゥビツェ市が全株を所有するパルドゥビツェ市交通会社（Dopravní podnik města Pardubic a.s.）によって運営が行われている。

## 歴史
パルドゥビツェ市内に電気で動く公共交通機関を導入する計画は既に1900年代の頃からあり、当時は路面電車が検討されていたが、後にトロリーバスへと変更され、第二次世界大戦後の1949年から本格的な工事が開始された。架線や変電所の建設、車両の導入を経て1951年に実施された試運転は成功裏に終わり、翌1952年1月20日から最初のトロリーバス路線の営業運転が開始された。
翌1953年から路線網の拡大が始まり、1960年代まで延伸は続いたが、一方で駅の移設や橋梁の新設による路線の一部廃止も実施された。また1960年代にはトレーラーを連結した運転も実施されたが短期間で終了した一方、同年代からは車掌業務の段階的な廃止が行われ、信用乗車方式の導入もあり1977年までに路線バスを含めた車掌業務は終了している。
1970年代から1980年代後半まではトロリーバス網の延伸は行われず、車両や施設の近代化が実施された。そして1988年にはドゥクラ住宅団地（Sídliště Dukla）へ向かう新規路線が開通した。ビロード革命やビロード離婚といった社会の変革を受け、運営組織が従来の完全公営組織から市が100 %株を所有する株式会社へ変更された際、一時はトロリーバスを廃止する動きがあったものの、1997年にパルドゥビツェ市議会はトロリーバスの存続を決定し、以降は再度積極的な路線網の延伸が行われている他、2001年以降はノンステップバスの導入も精力的に進められている。

## 運行
2021年現在、パルドゥビツェ市内には以下のトロリーバス路線が存在する。これらの経路は道路工事によって変更される場合もある。また、これらに加えて夏季には動態保存されているトロリーバス車両を用いた51号線（linky 51）の運行も行われる。
| 系統番号 | 起点               | 終点                  | 備考     |
| -------- | ------------------ | --------------------- | -------- |
| 1        | Jesničánky, točna  | Slovany, točna        |          |
| 2        | Polabiny, točna    | Zámeček               |          |
| 3        | Hlavní nádraží     | Lázně Bohdaneč, točna |          |
| 4        | Polabiny, točna    | Polabiny, točna       | 環状系統 |
| 5        | Dukla, točna       | Dubina, sever         |          |
| 7        | Dukla, vozovna     | UMA, točna            |          |
| 11       | UMA, točna         | Dubina, sever         |          |
| 12       | Hlavní nádraží     | Úhřetice              |          |
| 13       | Ohrazenice, točna  | Dubina, sever         |          |
| 27       | Zdravotnická škola | Zdravotnická škola    | 環状系統 |
| 33       | Hlavní nádraží     | UMA, točna            |          |

## 車両

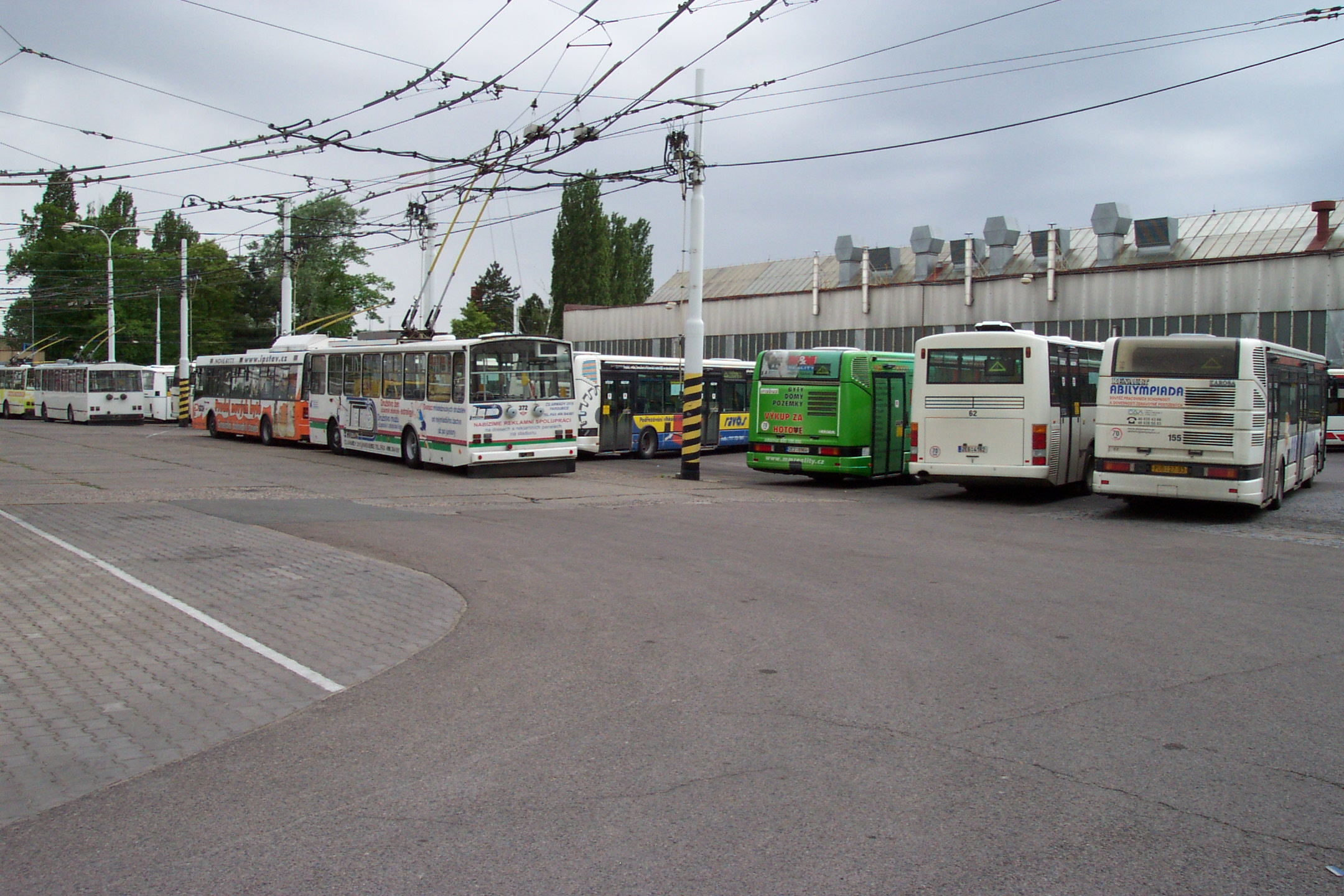
ドゥクラ車庫（2007年撮影）

開業時から2023年現在に至るまで、パルドゥビツェ・トロリーバスにはプラハ（プラハ・トロリーバス）からの譲渡車両を除いてシュコダ製の車両が継続して導入されている。そのうち同年時点で在籍する車両形式は以下の通り。また、これら以外に過去の車両の一部が車庫で保存されている。

### 現有車両
| 形式                    | 登場年 | 両数 (2023年現在) | 備考                                     |
| ----------------------- | ------ | ----------------- | ---------------------------------------- |
| シュコダ24Tr イリスバス | 2006年 | 6両               | ノンステップバス                         |
| シュコダ28Tr ソラリス   | 2008年 | 10両              | ノンステップバス、3軸バス                |
| シュコダ26Tr ソラリス   | 2012年 | 10両              | ノンステップバス                         |
| シュコダ30Tr SOR        | 2016年 | 22両              | ノンステップバス、一部車両は充電池を搭載 |
| シュコダ32Tr SOR        | 2019年 | 5両               | ノンステップバス                         |

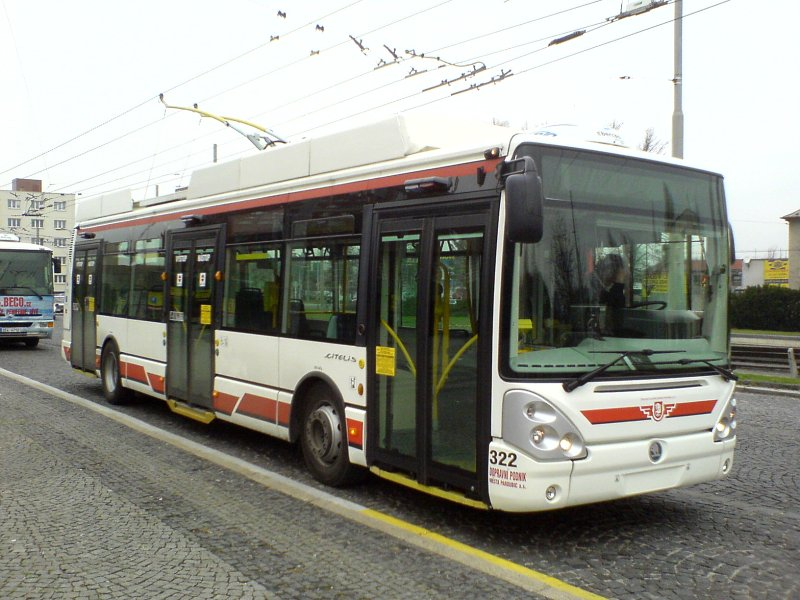
シュコダ24Tr イリスバス （2007年撮影）
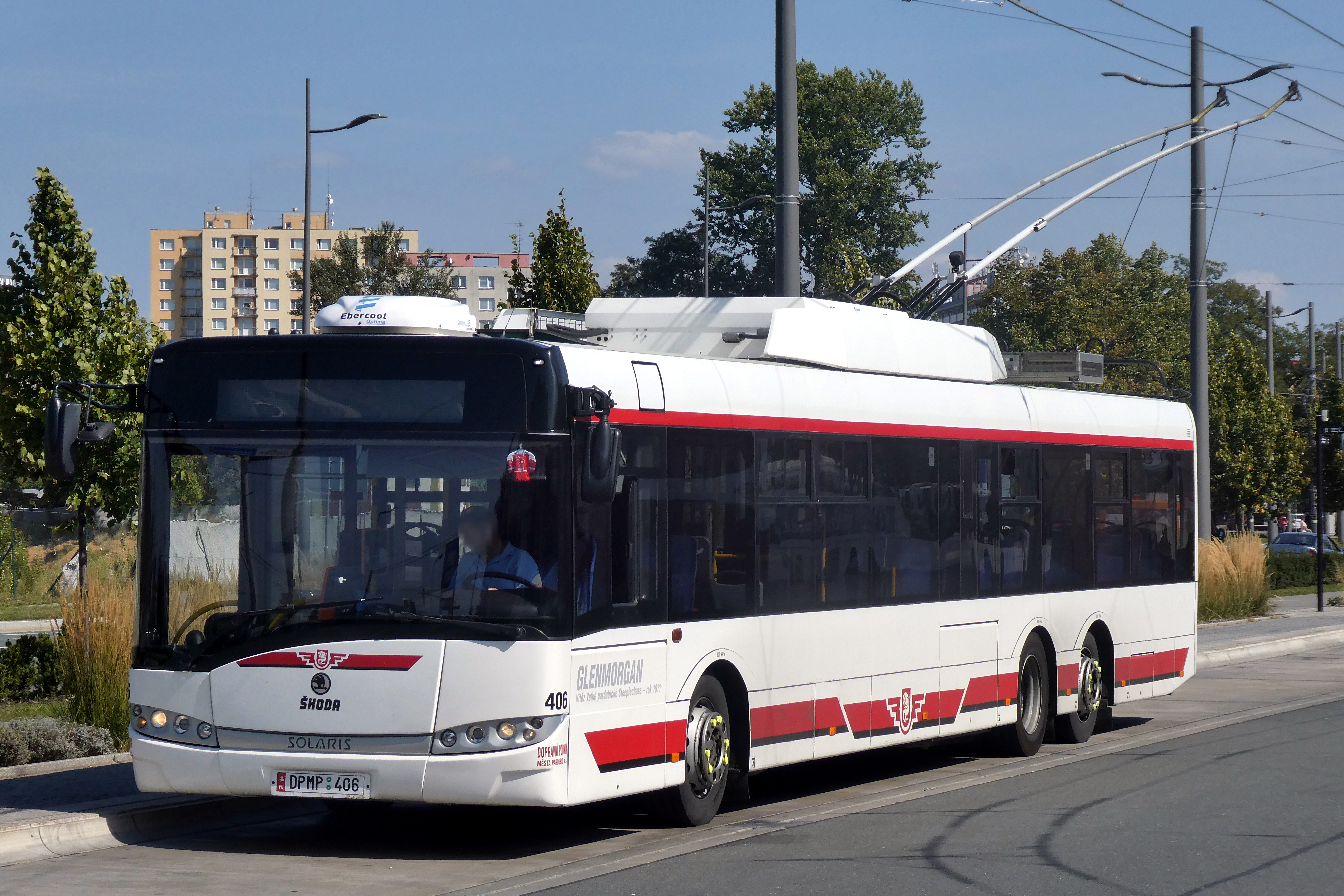
シュコダ28Tr ソラリス （2021年撮影）
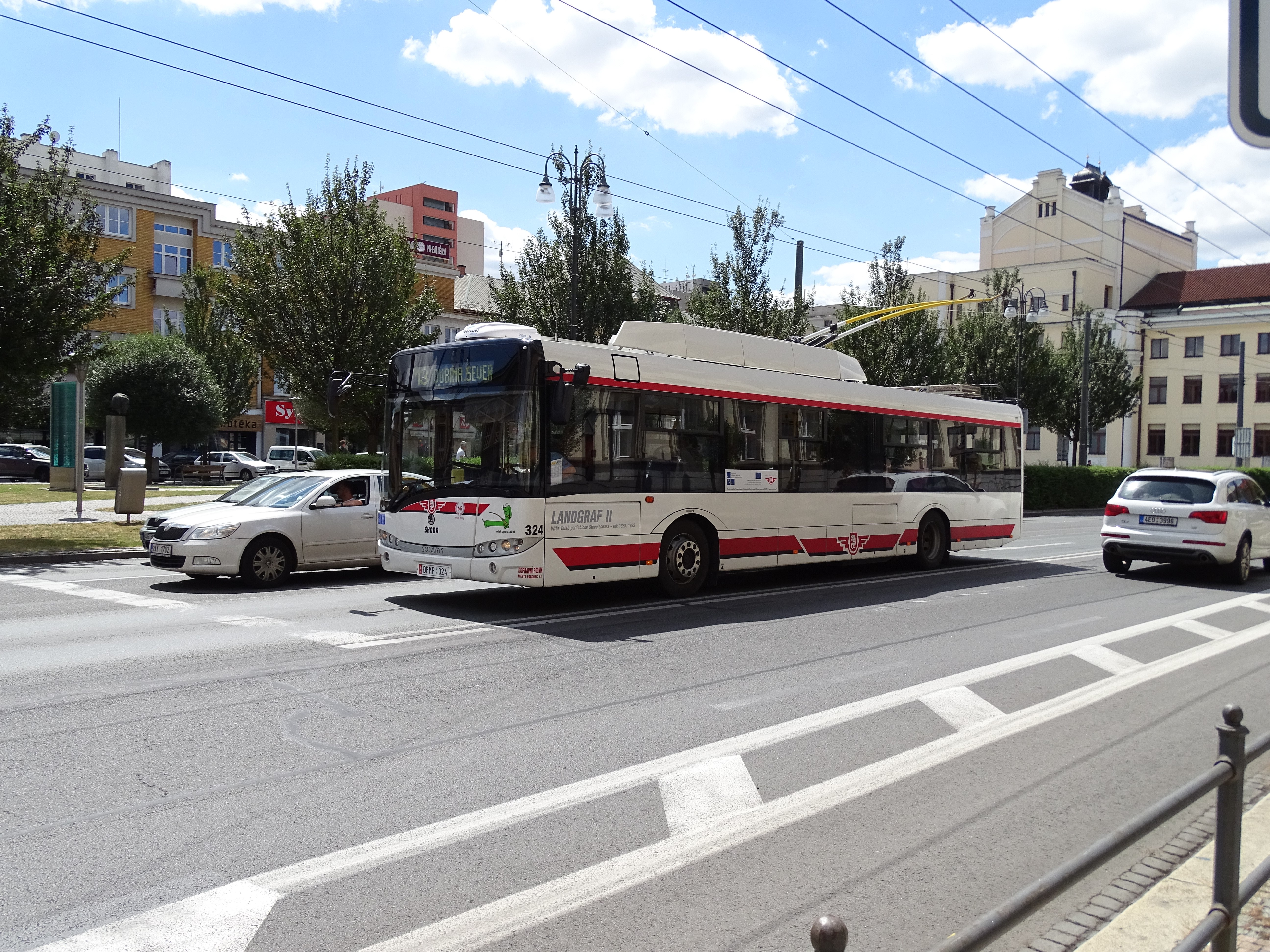
シュコダ26Tr ソラリス （2015年撮影）
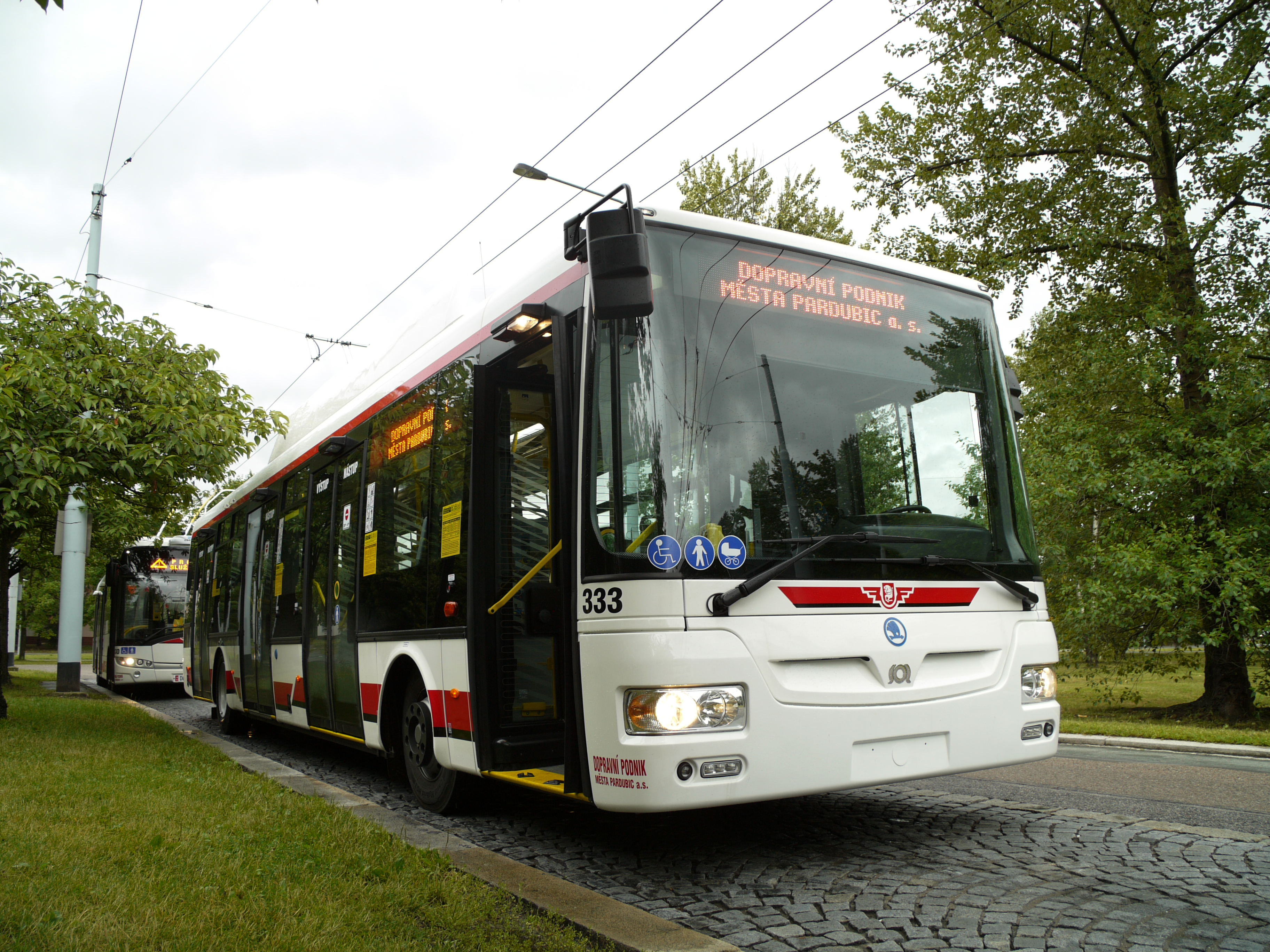
シュコダ30Tr SOR （2016年撮影）
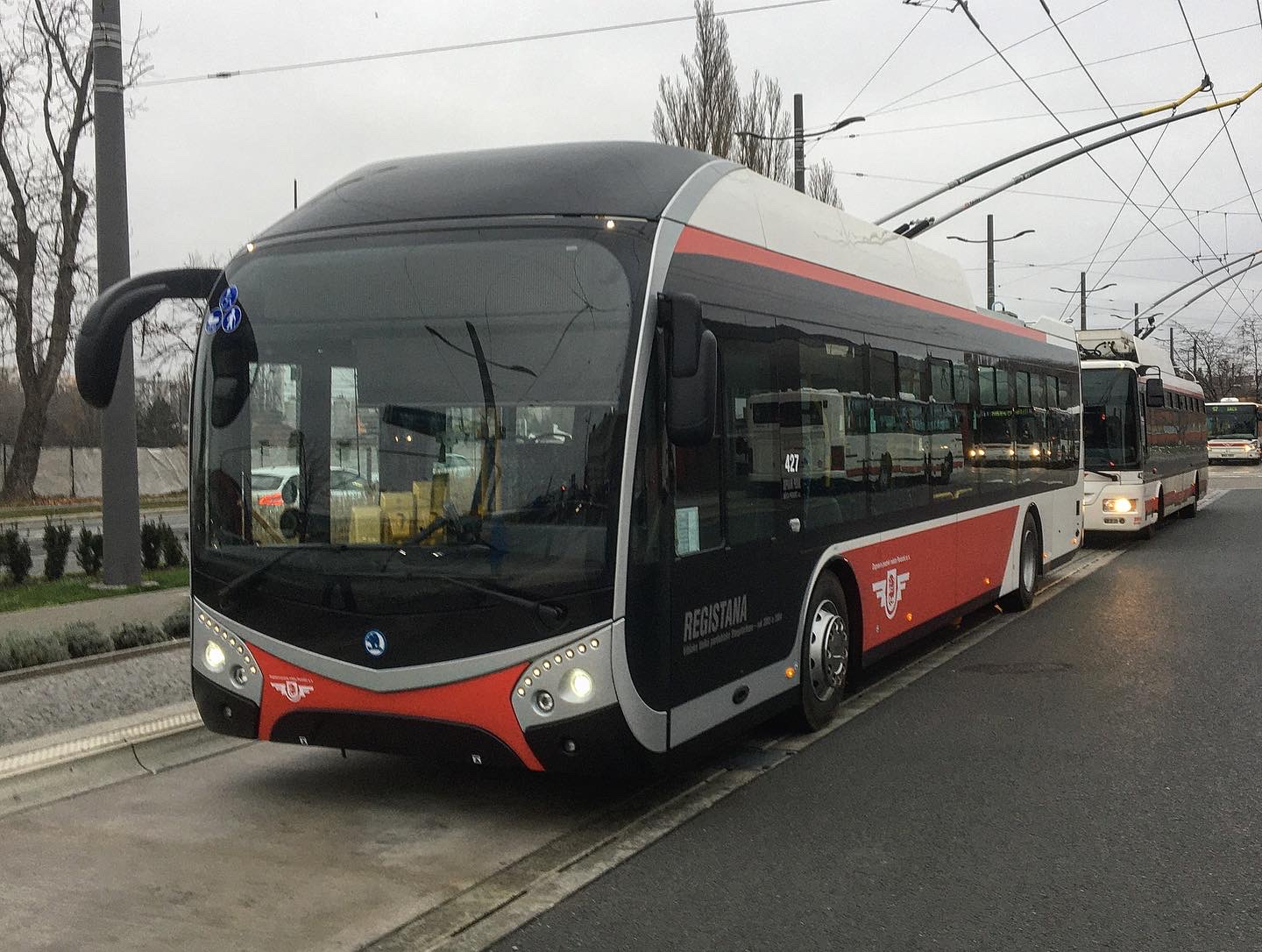
シュコダ32Tr SOR （2019年撮影）

### 過去の車両・保存車両
| 形式         | 登場年 | 引退年 | 備考                 |
| ------------ | ------ | ------ | -------------------- |
| シュコダ7Tr  | 1951年 | 1971年 | [ 11 ]               |
| タトラT86    | 1956年 | 1958年 | プラハからの譲渡車両 |
| シュコダ8Tr  | 1957年 | 1973年 | [ 13 ]               |
| シュコダ9Tr  | 1962年 | 1995年 | [ 14 ]               |
| シュコダ21Tr | 2001年 | 2021年 | ノンステップバス     |
| シュコダ14Tr | 1983年 | 2023年 | [ 17 ] [ 18 ]        |

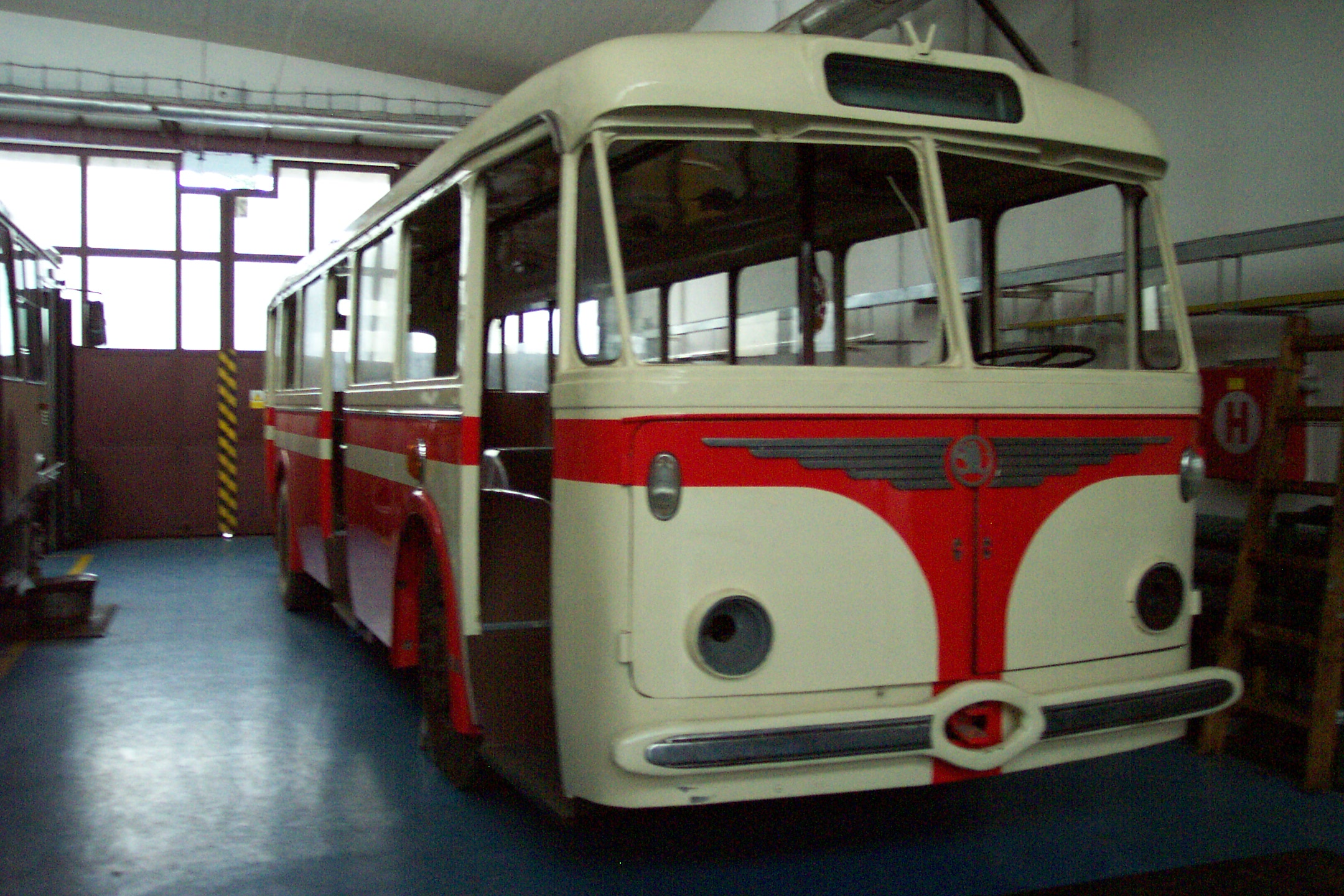
シュコダ8Tr （2006年撮影）
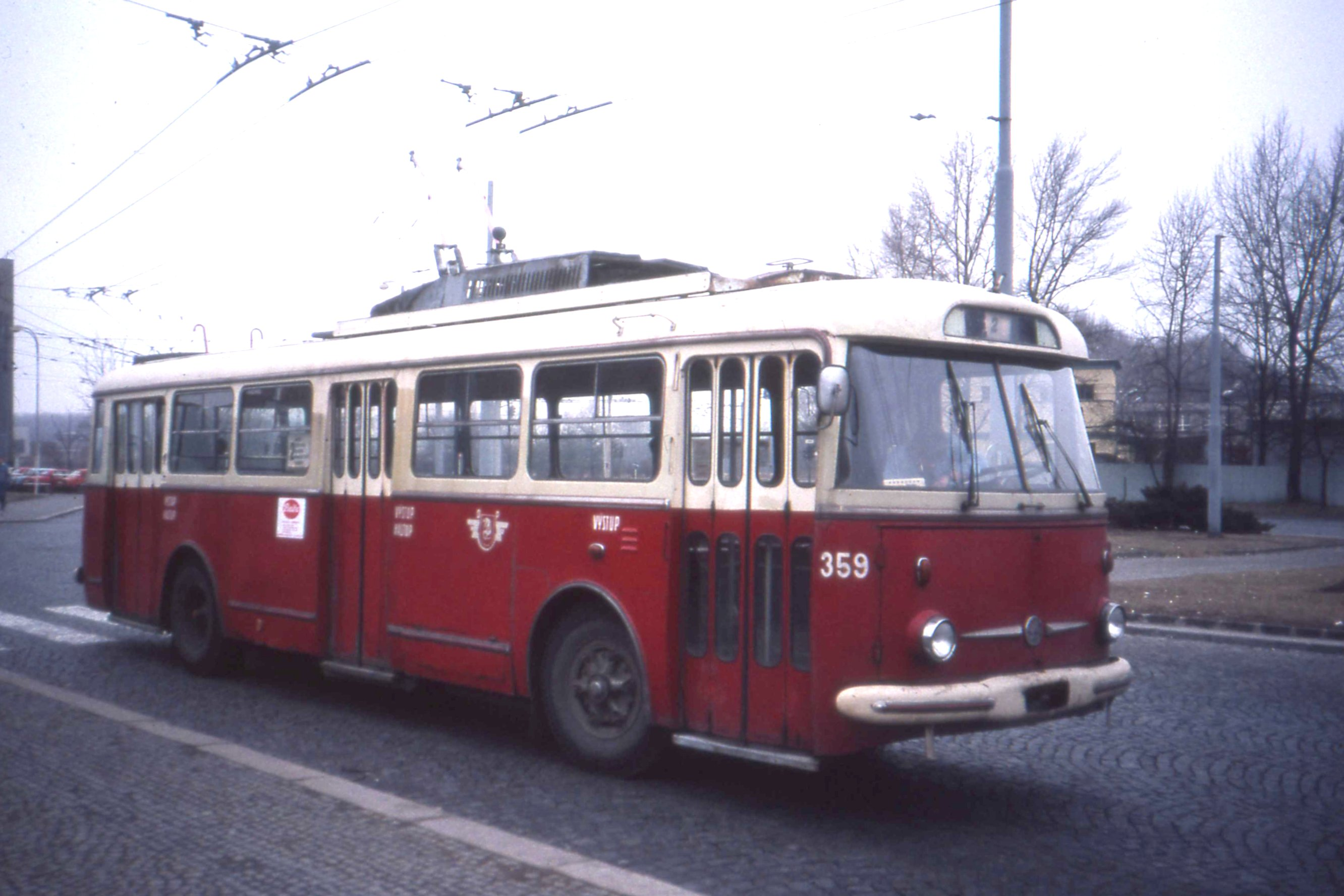
シュコダ9Tr （1992年撮影）
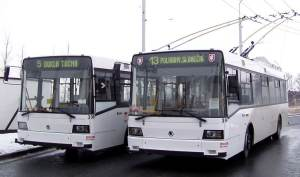
シュコダ21Tr （2006年撮影）
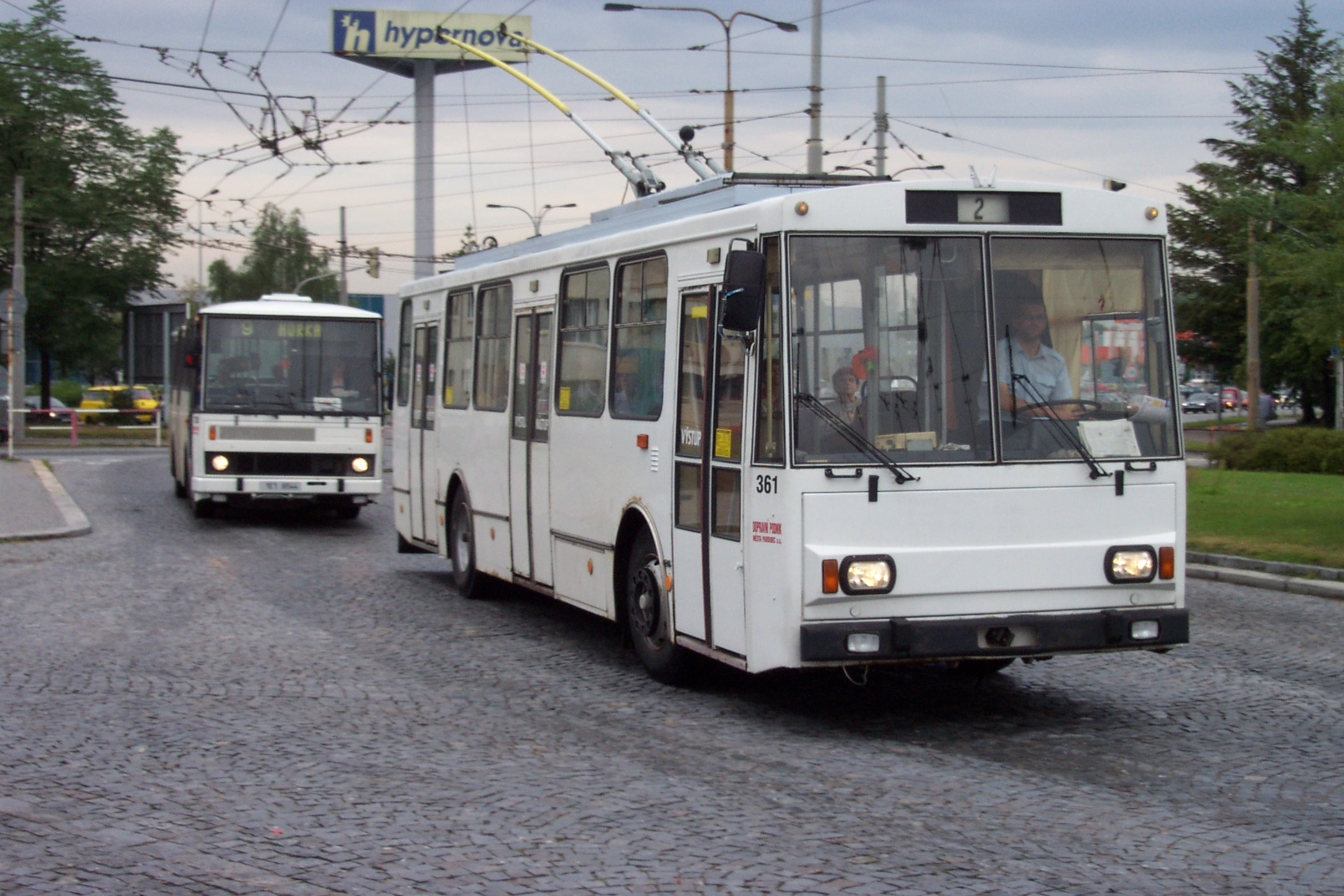
シュコダ14Tr （2008年撮影）

## 今後の予定
パルドゥビツェ市交通会社は2021年以降も新規路線の計画を進めており、同年には欧州連合からの支援のもとでドゥクラ車庫（Vozovna Dukla） - パルドゥビツェ駅間および学生通り（Studentské ulici）を経由する路線の延伸に関する契約を建設企業と結んでいる。前者はパルドゥビツェ交差点の改修工事に伴う迂回ルートの確保、後者は住宅団地や大学からの輸送状態の改善を目的としており、2022年の開通を予定している。また、この延伸に合わせて10両の新型トロリーバス車両（シュコダ32Tr）の増備も行われる。

## 参考資料
- Dopravní podnik města Pardubic a.s. (2017). Výroční zpráva (PDF) (Report). 2021年12月14日閲覧。